# 丰塔尼戈尔达
丰塔尼戈尔达（義大利語：Fontanigorda），是意大利热那亚省的一个市镇。总面积16.6平方公里，人口284人，人口密度17.1人/平方公里（2009年）。ISTAT代码为010024。

## 友好城市
- 法國圣迈姆